# Melchior Josef Martin Knüsel
Melchior Josef Martin Knüsel (ur. 16 listopada 1813 w Lucernie, zm. 15 stycznia 1889 tamże) – szwajcarski polityk, członek Rady Związkowej od 14 lipca 1855 do 31 grudnia 1875.
Kierował następującymi departamentami:
- departament finansów (1855–1856)
- departament handlu i ceł (1857)
- departament sprawiedliwości i policji (1858)
- departament handlu i ceł (1859–1860)
- departament polityczny (1861)
- departament finansów (1862–1863)
- departament sprawiedliwości i policji (1864–1865)
- departament polityczny (1866)
- departament sprawiedliwości i policji (1867–1873)
- departament spraw wewnętrznych (1874–1875)

Był również wiceprezydentem Szwajcarii w roku 1860 i 1865, a także prezydentem na lata 1861 i 1866.